# Juegos Paralímpicos de Beijing 2022
Los Juegos Paralímpicos de invierno de 2022 (chino: 2022年冬季残疾人奥林匹克运动会; pinyin: 2022 Nián Dōngjì Cánjí Rén Àolínpǐkè Yùndònghuì), oficialmente conocido como el XIII Juegos Paralímpicos de Invierno y generalmente conocido como los Juegos Paralímpicos Beijing 2022, es un evento internacional multi-deportivo de deporte adaptado en invierno el evento ha sido planificado para ocurrir en Beijing, China, del 4 a 13 de marzo en 2022.
Beijing será la primera ciudad a ser anfitrión de las Paralimpiadas tanto en verano como en invierno. China será el tercer país en Asia a ser anfitrión a las paraolimpiadas de Invierno después de  Japón (Nagano 1998) y Corea del Sur (Pieonchang 2018).

## Selección de anfitrión
Como parte de un acuerdo formal entre el Comité Paralímpico Internacional  y el Comité Olímpico Internacional primero establecido en 2001, el anfrition de la olimpiada de Invierno 2022 era también el anfitrión a las paraolimpiadas de invierno de 2022.
Beijing fue seleccionada como la ciudad anfitriona de las olimpiadas de invierno de 2022 después de ganarle a Almaty por cuatro votos el 31 de julio de 2015 en el 128.º sesion de IOC  en Kuala Lumpur, Malasia.
| Ciudad  | Nación     | Votos |
| ------- | ---------- | ----- |
| Beijing | China      | 44    |
| Almaty  | Kazajistán | 40    |

## Ceremonia de apertura
La ceremonia de apertura está planificada para ser el 4 de marzo de 2022.

## Ceremonia de cierre
La ceremonia de cierre está planificada para ser el 13 de marzo de 2022.

## Deportes
Setenta y ocho eventos en cinco deportes se llevarán a cabo durante los Juegos Paralímpicos de Invierno de 2022. En junio de 2019, el IPC eliminó cuatro de las seis disciplinas propuestas para el snowboard femenino (dejando solo el slalom inclinado LL2 y el snowboard cross), ya que no cumplieron con los requisitos de viabilidad requeridos durante el Campeonato Mundial de Para Snowboard.
- (Esquí alpino)
- Nórdico skiing
  - (Biatlón)
  - (Esquí de fondo)
- (Hockey sobre hielo adaptado)
- (Snowboard)
- (Curling en silla de ruedas)

## Sedes

Paralympic Grupos

### Sedes en Beijing
Locales Verdes olímpicos
- Centro Acuático Nacional de Pekín @– Curling
- Estadio Cubierto Nacional de Pekín @– Hockey de hielo adaptado
- Beijing Estadio Nacional @– Ceremonias de apertura y de cierre.
- Villa olímpica de Beijing
- Centro de Conferencias del Parque Olímpico @– MPC/IBC

### Sedes delDistrito de Yanqing
- Xiaohaituo Alpino Skiing Campo @– alpino skiing
- Yanqing MMC: Centro de Medios de comunicación
- Yanqing Paralympic Pueblo
- Yanqing Medalla Plaza

- Kuyangshu Biathlon Campo @– esquí de fondo
- Hualindong Recurso de esquí @– biathlon
- Genting Recurso @– Centro de Medios de comunicación
- Taiwu Recurso de esquí @– snowboarding
- Zhangjiakou Medallas Plaza
- Zhangjiakou Paralympic Pueblo

## Naciones que participan
El 9 de diciembre de 2019, la Agencia Mundial de Antidopaje (WADA) le prohibió a Rusia de todo deporte internacional por un periodo de cuatro años, Después de que se descubrió que el gobierno ruso manipuló los datos del laboratorio que proporcionó a la AMA en enero de 2019 como condición para que se restableciera la Agencia Rusa Antidopaje. Como resultado de la prohibición, la AMA permitirá que los atletas rusos autorizados individualmente participen en los Juegos Paralímpicos de Invierno de 2022 bajo una bandera neutral, como se instigó en los Juegos Paralímpicos de Invierno de 2018, pero no se les permitirá competir en deportes de equipo. El 26 de abril de 2021, se confirmó que los atletas rusos representarían al Comité Paralímpico Ruso, con el acrónimo "RPC".
Desde el 17 de febrero de 2022, los siguientes 41 Comités Paralímpicos Nacionales tienen atletas calificados. Dos de ellos debutarán en los Juegos Paralímpicos de Invierno, Azerbaiyán e Israel. Tres de ellos regresarán a los juegos después de algunos años de pausa: Estonia regresará a los Juegos, 20 años después de la última participación en Salt Lake City 2002 y Letonia que también regresará después de 16 años después de la última participación en Turín 2006.

The participating countries at the 2022 Winter Paralympics
Paises debutando en las paralimpidas de invierno.
Círculo amarillo es país anfrition (Beijing)

País por tamaño de equipo

| Comités nacionales paralímpicos que partiparan |
| --- |
| - Andorra - Argentina - Australia - Austria - Azerbaiyán - Bielorrusia - Bélgica - Brasil - Canadá - Chile - China (anfitrión) - Croacia - República checa - Dinamarca - Estonia - Finlandia - Francia - Alemania - Gran Bretaña - Grecia - Hungría - Irán - Israel - Italia - Japón - Kazajistán - Lituania - México - Países Bajos - Nueva Zelanda - Noruega - Polonia - Rumania - RPC - Eslovaquia - Corea del Sur - España - Suecia - Suiza - Ucrania - Estados Unidos |

## Calendario
En el siguiente calendario para los Juegos Paralímpicos de Invierno de 2022, cada cuadro azul representa un evento de competencia. Los cuadrados amarillos representan los días durante los cuales se llevan a cabo las finales de entrega de medallas de un deporte. El número en cada cuadro amarillo representa el número de finales que se disputan ese día.
| ● | Ceremonia de apertura |  | Eventos de competencia |  | Eventos finales | ● | Ceremonia de clausura |

| marzo                      | Vie 4 | Sab 5 | sol <br /> 6.º | Lun <br /> 7.º | mar <br /> 8 | casarse <br /> 9 | Jue <br /> 10 | Vie <br /> 11 | Se sentó <br /> 12 | sol <br /> 13 | Oro <br /> Medallas |
| -------------------------- | ----- | ----- | -------------- | -------------- | ------------ | ---------------- | ------------- | ------------- | ------------------ | ------------- | ------------------- |
| Ceremonias                 | CA    |       |                |                |              |                  |               |               |                    | CC            |                     |
| esquí alpino               |       | 6     | 6              |                | 6            |                  | 3             | 3             | 3                  | 3             | 30                  |
| Biatlón                    |       | 6     |                |                | 6            |                  |               | 6             |                    |               | 18                  |
| Esquí de fondo             |       |       | 2              | 4              |              | 6                |               |               | 6                  | 2             | 20                  |
| hockey sobre hielo         |       | ●     | ●              |                | ●            | ●                | ●             | ●             | ●                  | 1             | 1                   |
| Snowboarding               |       |       | ●              | 4              |              |                  |               | ●             | 4                  |               | 8                   |
| curling en silla de ruedas |       | ●     | ●              | ●              | ●            | ●                | ●             | ●             | 1                  |               | 1                   |
| Total                      | 0     | 12    | 8              | 8              | 12           | 6                | 3             | 9             | 13                 | 6             | 78                  |

El emblema de los Juegos Paralímpicos de Invierno de 2022, "Flying High" ("飞得很高"), se presentó junto con su contraparte olímpica el 15 de diciembre de 2017 en el Centro Acuático Nacional de Beijing. Diseñado por Lin Cunzhen, es una cinta multicolor que se asemeja al carácter chino para "volar" (飞), y está diseñado para simbolizar "un atleta en silla de ruedas que corre hacia la línea de meta y la victoria". El emblema se actualizó en 2020 para agregar el emblema Paralímpico actualizado, lo que los convierte en los primeros Juegos en usarlos oficialmente.

### Mascota
La mascota "Shuey Rhon Rhon" (Chino: 雪容融; pinyin: Xuě Róng Róng) se presentó el 17 de septiembre de 2019 en el Shougang Arena de Hockey Sobre Hielo y fue diseñado por Jiang Yufan. La mascota está diseñada con linternas en un prototipo. Las linternas representan la cosecha, la celebración, el calor y la luz. La forma de la parte superior simboliza la felicidad auspiciosa; el patrón continuo de la paloma de la paz y el Templo del Cielo simboliza la amistad pacífica y destaca las características del lugar donde se lleva a cabo el lugar; el patrón decorativo incorpora el arte tradicional chino de corte de papel; la nieve en la cara representa el significado de "una caída de nieve estacional promete un año fructífero" (Chino: 瑞雪兆丰年; pinyin: Ruìxuě zhào fēngnián). También refleja el diseño antropomórfico y resalta la ternura de la mascota.